# دومین پیمان دریایی لندن
دومین پیمان دریایی لندن (انگلیسی: Second London Naval Treaty) یک معاهده بین‌المللی بود که در نتیجه دومین کنفرانس خلع سلاح دریایی لندن در لندن، بریتانیا امضا شد. این کنفرانس در ۹ دسامبر ۱۹۳۵ آغاز شد و معاهده ای در ۲۵ مارس ۱۹۳۶ توسط کشورهای شرکت کننده امضا شد.